# Lisbetha Olsdotter
Lisbetha Olsdotter (muerta en noviembre de 1679) fue una mujer sueca, ejecutada después de haberse disfrazado de hombre, servido como soldado y contraído matrimonio con una mujer.
El 24 de octubre de 1679 Svea Hovrätt presentó los cargos en Estocolmo, planteados anteriormente ante el tribunal de Långhundra Häradsting. Lisbetha Olsdotter está informado que sería originalmente de Tysslinge torp en Östuna, parroquia en Långhundra Härad.

## El juicio

### De fondo
Olsdotter había huido del hogar abandonando a su marido e hijos. Según los documentos, la viuda de un soldado, Sara, le había aconsejado originalmente vestirse de hombre para seducir a una vivaz viuda, Maria.
En 1678, era sirviente en la casa del administrador del país Jon Persson en Alby, Botkyrka bajo el falso nombre de Mats Ersson. Con la ayuda del maestro marinero Erik Persson Arnelii, quién supo que era mujer, ella se alistó como soldado, y le dio a Arnelii parte de su salario en agradecimiento por su ayuda y silencio.
Estuvo presente en todos los ejercicios militares y cumplió todos sus deberes como soldado, y se casó, según todas las ceremonias tradicionales de la iglesia luterana, con la sirvienta Kerstin Ersdotter. Después de la boda, aun así, Kerstin Ersdotter descubrió el verdadero género de su novio, y denunció a Lisbetha Olsdotter a las autoridades.

### Cargos
Olsdotter fue llevada a juicio por varios cargos graves:
- Abandono de marido e hijos;
- Llevar ropa masculina, lo cual aparece prohibido en la Biblia, y el delito de fraude secular por pretender ser un hombre;
- Bigamia, cuando se casó con Kerstin, ya tenía un marido;
- Homosexualidad, y haber ridiculizado el acto santo del matrimonio por casarse con alguien del mismo sexo;
- Robo, por haber recibido salario como soldado;
- Fraude, por tomar una profesión que no era capaz de realizar.

### Ejecución
Olsdotter fue juzgada culpable de los cargos bajo la ley del acta de religión de 1655: por haber "mutilado" su género con toda intención, así como "burlarse de Dios y el Orden de Dios", y engañar a las autoridades y sus "compañeros cristianos" haciéndose pasar por un hombre. Fue sentenciada a muerte por decapitación. La mujer con la que se había casado, Kerstin Ersdotter, reclamó que había sido tan engañada como cualquier otra persona y por tanto juzgada como víctima del delito más que como cómplice de él. 
Sara y Arnelii, que le habían ayudado, también fueron arrestados. El caso, aun así, era tan inusual, que el veredicto sería confirmado primero por el tribunal real más alto del país.
El Tribunal real confirmó el veredicto el 12 de noviembre, y ordenó a los sacerdotes aclarar qué pecado había cometido a los ojos de la religión. El tribunal decidió que fuera a su ejecución vestida de hombre, pero con un sombrero femenino. Fue decapitada en Hötorget, Estocolmo en 1679.
De finales del siglo XVI al inicio del siglo XIX, hubo varios casos conocidos en la historia militar sueca de mujeres que se vistieron y actuaron como hombres, especialmente a principios del siglo XVIII. El caso más famoso fue el de Ulrika Eleonora Stalhammar en 1728. Una mujer desconocida, que sirvió en la Gran Guerra del Norte, fue azotada como castigo, pero continuó vistiendo ropa de hombre hasta los años 1740, cuándo era conocida en las calles de Estocolmo como "El Jinete"; Maria Johansdotter, que fue juzgada en Estocolmo en 1706 por haber vestido de hombre y servido como empleado parroquial, fue condenada a ocho días de prisión y luego puesta en libertad. La gran mayoría de estos casos no terminaron en ejecución, como sucedió con Lisbetha Olsdotter.